# Anomocora prolifera
Espèce
Statut CITES
Anomocora prolifera est une espèce de coraux appartenant à la famille des Caryophylliidae.